# Liste des titres musicaux numéro un en Suisse en 2008
Cette page liste les titres numéro un au Swiss Music Charts en 2008.

## Singles
| Date de sortie | Titre                    | Artiste                                |
| -------------- | ------------------------ | -------------------------------------- |
| 13 janvier     | Apologize                | Timbaland presents OneRepublic         |
| 20 janvier     | Apologize                | Timbaland presents OneRepublic         |
| 27 janvier     | My Man is a Mean Man     | Stefanie Heinzmann                     |
| 3 février      | My Man is a Mean Man     | Stefanie Heinzmann                     |
| 10 février     | Bleeding Love            | Leona Lewis                            |
| 17 février     | Bleeding Love            | Leona Lewis                            |
| 24 février     | Bleeding Love            | Leona Lewis                            |
| 2 mars         | Bleeding Love            | Leona Lewis                            |
| 9 mars         | Bleeding Love            | Leona Lewis                            |
| 16 mars        | Bleeding Love            | Leona Lewis                            |
| 23 mars        | Bleeding Love            | Leona Lewis                            |
| 30 mars        | Bleeding Love            | Leona Lewis                            |
| 6 avril        | Mercy                    | Duffy                                  |
| 13 avril       | Mercy                    | Duffy                                  |
| 20 avril       | Mercy                    | Duffy                                  |
| 27 avril       | 4 Minutes                | Madonna featuring Justin Timberlake    |
| 4 mai          | 4 Minutes                | Madonna featuring Justin Timberlake    |
| 11 mai         | 4 Minutes                | Madonna featuring Justin Timberlake    |
| 18 mai         | 4 Minutes                | Madonna featuring Justin Timberlake    |
| 25 mai         | 4 Minutes                | Madonna featuring Justin Timberlake    |
| 1er juin       | 4 Minutes                | Madonna featuring Justin Timberlake    |
| 8 juin         | Love Is You              | Thomas Godoj                           |
| 15 juin        | Bring en hei             | Baschi                                 |
| 22 juin        | Bring en hei             | Baschi                                 |
| 29 juin        | Bring en hei             | Baschi                                 |
| 6 juillet      | All Summer Long          | Kid Rock                               |
| 13 juillet     | All Summer Long          | Kid Rock                               |
| 20 juillet     | All Summer Long          | Kid Rock                               |
| 27 juillet     | All Summer Long          | Kid Rock                               |
| 3 août         | All Summer Long          | Kid Rock                               |
| 10 août        | All Summer Long          | Kid Rock                               |
| 17 août        | All Summer Long          | Kid Rock                               |
| 24 août        | I Kissed a Girl          | Katy Perry                             |
| 31 août        | I Kissed a Girl          | Katy Perry                             |
| 7 septembre    | I Kissed a Girl          | Katy Perry                             |
| 14 septembre   | I Kissed a Girl          | Katy Perry                             |
| 21 septembre   | I Kissed a Girl          | Katy Perry                             |
| 28 septembre   | I Kissed a Girl          | Katy Perry                             |
| 5 octobre      | I Kissed a Girl          | Katy Perry                             |
| 12 octobre     | So What                  | Pink                                   |
| 19 octobre     | So What                  | Pink                                   |
| 26 octobre     | So What                  | Pink                                   |
| 2 novembre     | So What                  | Pink                                   |
| 9 novembre     | I ha di gärn             | Gölä                                   |
| 16 novembre    | Das Feyr vo dr Sehnsucht | Jodlerklub Wiesenberg & Francine Jordi |
| 23 novembre    | Das Feyr vo dr Sehnsucht | Jodlerklub Wiesenberg & Francine Jordi |
| 30 novembre    | Das Feyr vo dr Sehnsucht | Jodlerklub Wiesenberg & Francine Jordi |
| 7 décembre     | Das Feyr vo dr Sehnsucht | Jodlerklub Wiesenberg & Francine Jordi |
| 14 décembre    | Das Feyr vo dr Sehnsucht | Jodlerklub Wiesenberg & Francine Jordi |
| 21 décembre    | Das Feyr vo dr Sehnsucht | Jodlerklub Wiesenberg & Francine Jordi |
| 28 décembre    | Das Feyr vo dr Sehnsucht | Jodlerklub Wiesenberg & Francine Jordi |

## Year-end charts

### Singles
| Pos. | Artist                                      | Artist Country | Title                                 | Peak |
| ---- | ------------------------------------------- | -------------- | ------------------------------------- | ---- |
| 1    | Timbaland presents OneRepublic              | États-Unis     | Apologize                             | 1    |
| 2    | Leona Lewis                                 | Royaume-Uni    | Bleeding Love                         | 1    |
| 3    | Duffy                                       | Royaume-Uni    | Mercy                                 | 1    |
| 4    | Gabriella Cilmi                             | Australie      | Sweet About Me                        | 2    |
| 5    | Amy Macdonald                               | Royaume-Uni    | This Is the Life                      | 2    |
| 6    | Madonna feat. Justin Timberlake & Timbaland | États-Unis     | 4 Minutes                             | 1    |
| 7    | Kid Rock                                    | États-Unis     | All Summer Long                       | 1    |
| 8    | Katy Perry                                  | États-Unis     | I Kissed a Girl                       | 1    |
| 9    | DJ Ötzi & Nik P                             | Autriche       | Ein Stern (...der deinen Namen trägt) | 2    |
| 10   | Jodlerklub Wiesenberg & Francine Jordi      | Suisse         | Das Feyr vo dr Sehnsucht              | 1    |